# PBS (Estados Unidos)
Public Broadcasting Service (PBS) (en español, «Servicio Público de Radiodifusión») es la red de televisión pública de los Estados Unidos. Se trata de una organización sin ánimo de lucro cuyo fin es distribuir programación a las emisoras de televisión abierta de propiedad pública. El consorcio está formado por más de 350 emisoras públicas que se encuentran en calidad de afiliadas, pertenecientes en su mayoría a instituciones educativas u organismos de los gobiernos de los diferentes estados del país, además de aquellos adheridos a cuatro territorios no incorporados.
La empresa fue fundada el 3 de noviembre de 1969 por Hartford N. Gunn Jr., en aquel entonces responsable del canal público WGBH (Boston). El nuevo servicio reemplazaba a la red de televisiones educativas National Educational Television (NET) y estaba concebido como una alternativa a la televisión comercial. Las emisiones de PBS comenzaron el 5 de octubre de 1970 con más de 110 emisoras afiliadas.
La televisión pública en Estados Unidos se financia con las aportaciones de la Corporación para la Radiodifusión Pública (CPB), organismo creado en 1967 bajo la administración presidencial de Lyndon B. Johnson, así como con cuotas de las emisoras afiliadas y con donaciones de los espectadores. Este sistema persigue que la programación sea independiente del poder político y económico.
PBS funciona como una red distribuidora de los formatos que han producido o contratado las emisoras afiliadas. Los proveedores más importantes son WGBH, WETA-TV (Washington), WTTW (Chicago) y WNET (Nueva York). La programación de PBS está compuesta por espacios educativos, informativos, documentales y series de ficción, tanto estadounidenses como británicas. Los programas infantiles se ofrecen bajo la marca PBS Kids.

## Descripción
PBS es una organización sin ánimo de lucro que distribuye programas a más de 350 televisiones afiliadas en todo el territorio nacional.
A diferencia de las cadenas de televisión comerciales en Estados Unidos —ABC, CBS, NBC, Fox y The CW—, que compensan a sus afiliadas por emitir sus programas, PBS funciona como un consorcio que distribuye programas a las televisiones afiliadas. Esto incluye las producciones realizadas por las emisoras (ej.: PBS NewsHour), las producciones externas (ej.: Sesame Street) y los espacios comprados (series de ficción). Cada emisora se ocupa de la programación local con sus propios medios.
PBS no cuenta con un centro de producción centralizado; todos los espacios que emite son producidos o adquiridos por las cadenas locales adscritas a la red. Las emisoras más importantes son GBH-TV de Boston, especializada en formatos educativos y animación; WETA-TV de Washington D. C., encargada del informativo PBS NewsHour; WNET de Nueva York, y WTTW de Chicago. De igual modo hay colaboración entre canales afiliados e incluso con otras televisiones, tales como CNN International y HBO.
En la estructura tradicional de una televisión comercial, el canal afiliado tiene horas libres para contenido local a cambio de ceder las franjas más importantes a la programación nacional en cadena. Sin embargo, los canales afiliados de PBS pagan para acceder al catálogo de la red de distribución, además de encargarse de los espacios locales con sus propios medios. Aunque este sistema otorga autonomía a los canales para confeccionar su parrilla, también tiene límites sobre la redifusión y provoca que los horarios difieran según el estado. PBS dispone de un código de prácticas que, entre otras medidas, obliga a ubicar las producciones más importantes en el horario estelar (common carriage) y promocionarlas con la marca nacional.
El consejo de administración de PBS está formado por 27 miembros: 14 directivos procedentes de las estaciones locales, 12 directivos externos y un presidente nombrado por el propio consejo, bajo mandato de tres años sin salario asignado. Las estaciones afiliadas eligen a los 14 miembros profesionales, y estos nombran al presidente y a los 12 directivos externos. El gobierno federal no tiene potestad sobre el proceso de elección.

## Programación
La programación nacional de PBS es generalista; está compuesta por un amplio catálogo de series, documentales de ciencia e historia, televisión educativa, dibujos animados, música, espacios de servicio público, entrevistas y cine. Los horarios de cada estación afiliada pueden variar en función del mercado, pero las producciones más importantes quedan siempre reservadas al horario estelar.
A diferencia de su contraparte radiofónica NPR, PBS no tiene un estudio central de producción; todos los programas que emite a nivel nacional son realizados por las estaciones afiliadas, cadenas de sindicación (American Public Television) o productoras externas. La más importante es WGBH-TV (Boston), responsable de éxitos como Nova, American Experience, Frontline y Masterpiece. También desempeñan una notable contribución las estaciones WETA-TV (Washington D. C.) y WNET (Nueva York y Nueva Jersey). En lo que respecta a las producciones externas, la más emblemática es el programa infantil Sesame Street —Plaza Sésamo en Hispanoamérica y Barrio Sésamo en España—, en emisión desde 1969 y producida por la organización Sesame Workshop.
PBS es conocida en Estados Unidos por haber emitido la mayoría de series británicas en ese país. El mayor éxito que ha tenido es Downton Abbey, con la que ha llegado a cuadruplicar su audiencia media. También ha ofrecido Allo, Allo, Doctor Who, El show de Benny Hill, El vicario de Dibley, Endeavour, Father Ted, Fawlty Towers, House of Cards, Keeping Up Appearances, Monty Python's Flying Circus, Mr. Bean y Sherlock. A veces la televisión pública ha participado en coproducciones con la BBC y Channel 4.
No es habitual que los canales de PBS repitan programas, pero hay excepciones en algunos presentados por gente ya fallecida como The Joy of Painting —con Bob Ross— o Mister Rogers' Neighborhood, así como series cuya producción ya ha terminado (DragonflyTV). Del mismo modo, tampoco ofrece retransmisiones deportivas a nivel nacional.

### PBS Kids
«PBS Kids» es la marca de programación infantil de PBS. Desde su creación en 1994 ha ofrecido dibujos animados, programas educativos y espacios de divulgación, producidos tanto por las estaciones afiliadas como por organizaciones sin ánimo de lucro. Los canales de PBS suelen emitirlo como un bloque de programación matinal, pero desde 2017 también está disponible en algunos estados como un segundo canal de televisión digital que emite las 24 horas. Hoy en día, PBS Kids es el único bloque infantil de la televisión generalista en abierto de los Estados Unidos.
Algunos de los programas infantiles más conocidos de PBS Kids son Sesame Street, El vecindario del Señor Rogers, Arthur, Zoboomafoo, Barney y sus amigos, Clifford, el gran perro rojo, El autobús mágico, Jorge, el curioso, Cyberchase, Aventuras con los Kratt y Sid, el niño científico. El canal también ha emitido series extranjeras como Teletubbies, Caillou, Bob, el constructor y Thomas y sus amigos.

## Financiación
PBS se financia con las aportaciones de la Corporación para la Radiodifusión Pública (CPB), mediante cuotas de las estaciones afiliadas y con donaciones de los espectadores. Aunque las aportaciones federales son importantes para mantener el servicio, la mayor parte del dinero proviene de los donativos privados. Por esta razón PBS cuenta con un código de financiación que establece límites antes de aceptar donaciones, y que pretende garantizar su independencia del poder público y político.
Los canales públicos suelen recaudar fondos a través de captación, campañas publicitarias, merchandising y teletones en sus respectivos mercados. En ocasiones la programación habitual se ve interrumpida por bloques especiales en los que se pide dinero a la audiencia. PBS no puede emitir publicidad, pero en algunos programas sí se permiten los patrocinadores. La mayoría de espacios resaltan su fuente de financiación al principio y al final de cada programa, sin posibilidad de interrumpirlo. Para agradecer el apoyo del público se resalta el eslogan «Viewers Like You» (en español, «espectadores como usted»). 
Las campañas de financiación de PBS han sido parodiadas en series como Los Simpson, en el episodio Misionero imposible.

## Canales afiliados

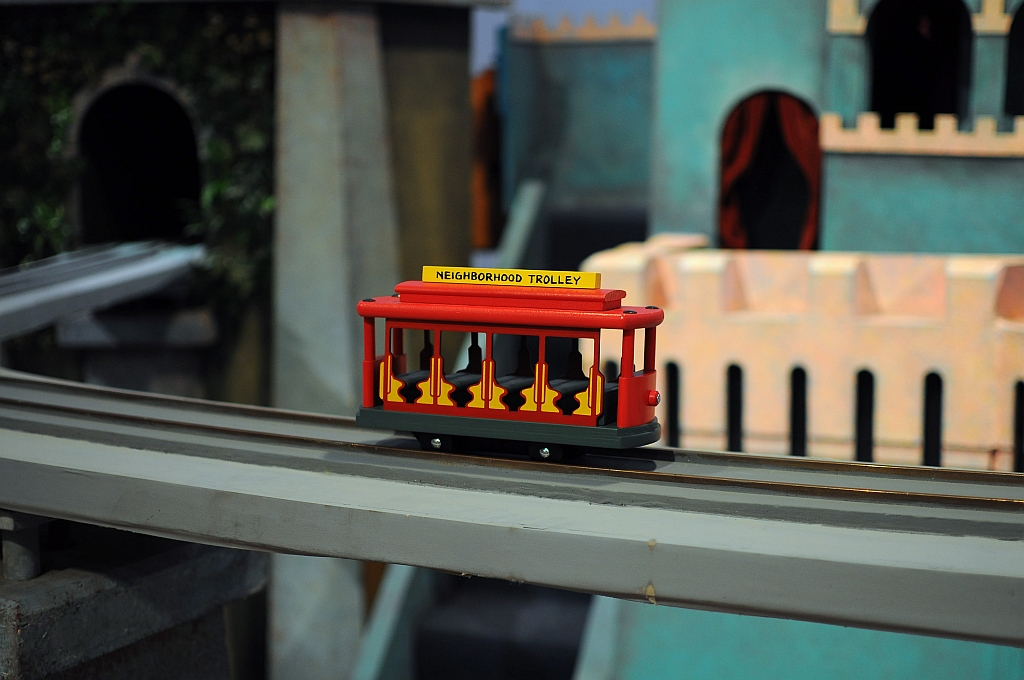
El tren de Mister Rogers' Neighborhood, uno de los espacios más emblemáticos de PBS. El canal WQED de Pittsburgh grabó 912 episodios entre 1969 y 2001.

Según datos de marzo de 2015, PBS contaba con 354 emisoras afiliadas en todos los cincuenta estados de los Estados Unidos, en el distrito federal de Columbia y en cuatro territorios no incorporados: Guam, Islas Vírgenes, Puerto Rico y Samoa Americana. Esto le convierte en la cadena de televisión con más acuerdos de afiliación en el país. Se estima que el 94% de los estadounidenses tiene acceso al servicio, y más del 80% de la población lo ha visto al menos una vez al año.
PBS tiene un sistema bastante descentralizado que le diferencia de otras radiodifusoras públicas. Los canales afiliados a PBS son propiedad de organizaciones sin ánimo de lucro, universidades, emisoras comunitarias, agencias estatales u organismos locales. Por lo tanto, PBS no puede tener ningún canal en propiedad. En algunos estados el conjunto de televisiones locales está organizado en torno una radiodifusora regional, tal y como sucede en Alabama (Alabama Public Television) u Oregón (Oregon Public Broadcasting), por lo que el grupo adquiere los contenidos y luego los distribuye de forma centralizada, salvo en las desconexiones regionales. Sin embargo, en otros estados cada emisora actúa con autonomía.
Al contrario de lo que sucede en el modelo de radiodifusión regional, donde se asigna un mercado exclusivo a cada emisora, en algunos territorios —como Los Ángeles— puede haber más de un canal afiliado a PBS. En estos casos, la organización reparte los porcentajes de programación que cada canal puede distribuir, con una emisora designada como primera opción.
Los canales locales más importantes de PBS son los siguientes:
| - GBH-TV (Arthur, NOVA, Masterpiece, Frontline, etc.) - WNET (Nature, Cyberchase, etc.) - WETA-TV (PBS NewsHour, Washington Week) - WTTW (Nature Cat, WordWorld) - Maryland Public Television (MotorWeek) - KLRU (Austin City Limits) | - KOCE (Sid the Science Kid) - KQED (El gato ensombrerado viaja por todos lados) - Oregon Public Broadcasting (History Detectives) - UNC-TV (The Woodwright's Shop) - WQED (Mister Rogers' Neighborhood) |

## Canales temáticos
Además de PBS, la televisión digital permite que las emisoras públicas puedan ofrecer canales derivados en sus respectivos mercados. Los más relevantes son PBS Kids, especializado en programación infantil, y dos señales vía satélite: PBS HD, con programas en alta definición, y PBS Satellite Service, que difunde programas del grupo las 24 horas del día.
PBS también colabora con American Public Television y MHz Networks en cadenas de televisión temáticas que no controla directamente.

## Imagen corporativa

El primer logotipo de PBS (1971-1984) fue diseñado por Herb Lubalin.

El logotipo de PBS fue creado en 1984 por Tom Geismar, diseñador de la agencia publicitaria Chermayeff & Geismar. Se trata de tres rostros de perfil derecho superpuestos entre sí, dentro de un círculo negro, con las siglas «PBS» en el exterior. El logotipo se inspira en un diseño anterior de 1971 que había sido realizado por Herb Lubalin.
Cada una de las estaciones afiliadas cuenta con su propia imagen corporativa. Los programas suelen incluir primero la imagen de la emisora productora y después el identificativo nacional de PBS.